# Под западными звёздами
«Под за́падными звёздами» (англ. Under Western Stars) — США фильм-вестерн 1938 года, снятый режиссёром Джозефом Кейном. В главной роли снялся Рой Роджерс. Фильм стал первой большой ролью для Роя Роджерса, полученной по контракту с фирмой Republic Pictures. Песня «Пыль» из кинофильма, написанная Джонни Марвином, номинировалась на премию Американской академии в категории «Лучшая песня к фильму».
В 2009 году фильм «Под западными звёздами» был выбран Библиотекой конгресса для Национального реестра фильмов, как «культурно, исторически или эстетически» значимый, для вечного хранения.

## Сюжет
По сценарию Доррелла Магауна, Сюарта Магауна и Бетти Бёрбридж, поющий ковбой решает баллотироваться в Конгресс США, чтобы получить федеральную помощь владельцам небольших ранчо в восстановлении их права на воду во время Пыльного котла. Его кампания встречается без энтузиазма руководителями водной компании.

## В ролях
- Рой Роджерс
- Триггер (в титрах не указан; впервые на экране)

## История

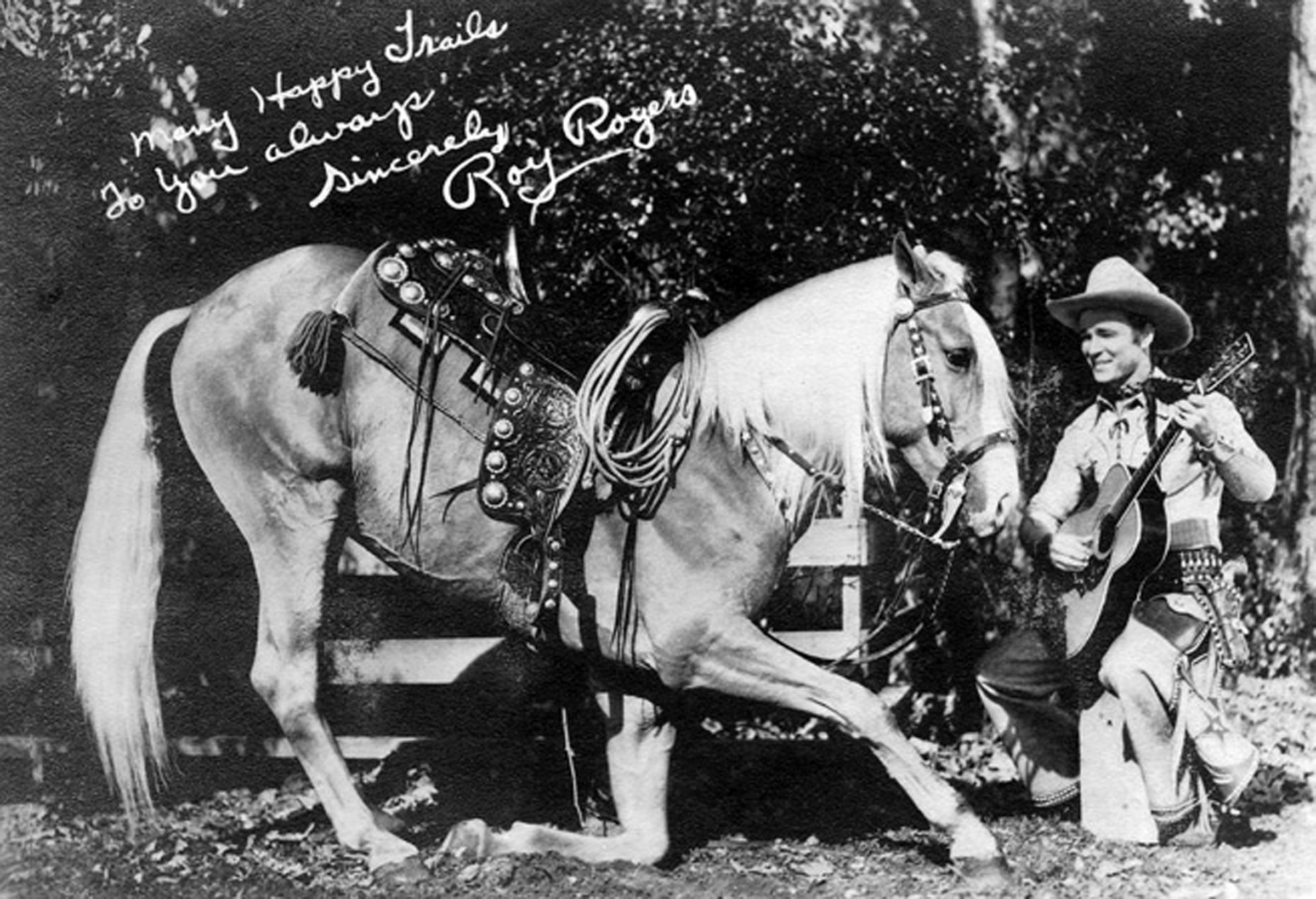
Конь Триггер и Рой Роджерс

Изначально, планировалось, что в фильме будет сниматься Джин Отри, но из-за контрактных проблем кинокомпания «Рипаблик Пикчерс» решила найти ему замену в лице Леонарда Слая. Фильм стал первым в карьере Слая, где он снялся под псевдонимом Рой Роджерс. Конь Триггер, известный по предыдущим фильмам актёра как Золотое облако, также сразу утвердился как кино-персонаж. Под рабочим названием «Вашингтонский ковбой», фильм был снят за 9 дней в окрестностях Алабама Хиллз (Лон-Пайн, Калифорния) в начале 1938 года.
Премьера состоялась в апреле в далласком кинотеатре «Кэпитол». По традиции кинотеатров тех лет, перед показом фильма на сцену вышла вокально-инструментальная группа — «Санс оф де Па́йонирс», участником которой был актёр, — и спела несколько песен. Ансамбль также заключил с кинокомпанией контракт сроком на 7 лет, в качестве музыкального сопровождения Роя Роджерса. Фильм стал первым из вестернов категории «Б», показанных в бродвейском кинотеатре «Критерион», и был избран «Лучшим фильмом-вестерном года».